# Rikard Milton
Pour les articles homonymes, voir Milton.
Rikard Milton, né le 22 juin 1965 à Uppsala, est un nageur suédois.

## Palmarès

### Jeux olympiques
- Los Angeles 1984
  -  Médaille de bronze en 4x100m nage libre (participation aux séries)[1].